# Camino Schmidt

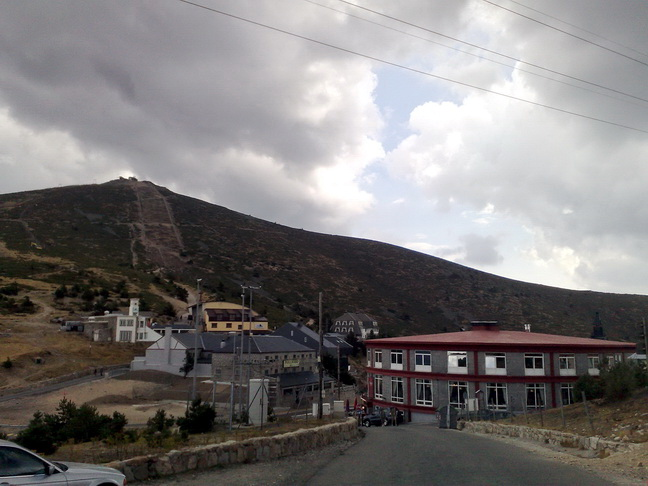
Inicio de la ruta, puerto de Navacerrada.

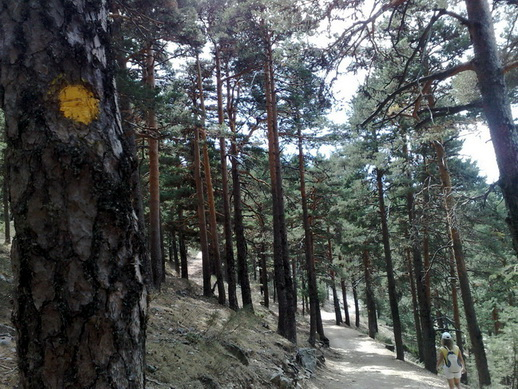
Círculos amarillos señalizando el camino.

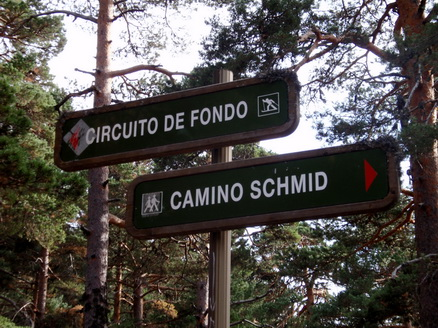
Cruce con Circuito de Fondo.

El Camino Schmid o Camino Schmidt es un sendero de montaña que transcurre entre el puerto de Navacerrada y el valle de la Fuenfría. Su denominación oficial como sendero balizado de Pequeño Recorrido es PR-M/SG-5. El tramo inicial discurre por la ladera norte de la cadena montañosa Siete Picos, en el límite entre la Comunidad de Madrid y la provincia de Segovia (España), pasando a continuación a la zona sur, en el valle de la Fuenfría en el municipio de Cercedilla (Madrid). 
Se trata de una ruta clásica del montañismo de la sierra de Guadarrama que se realiza bajo los pinares del valle de Valsaín, en la vertiente norte, y de los de Cercedilla, en la sur, que conforman una de las masas forestales mejor conservadas de pino silvestre del sistema Central. 

## Situación geográfica
Este camino está situado por la zona central del cordal montañoso principal de la sierra de Guadarrama. Se inicia en el puerto de Navacerrada, recorriendo la ladera norte de Siete Picos perteneciente al término municipal de Real Sitio de San Ildefonso (Segovia) hasta llegar a Collado Ventoso, a partir de aquí se pasa a la ladera sur, en dirección al valle de la Fuenfría de Cercedilla (Madrid), finalizando en el Albergue del Club de Montaña de Peñalara.

## Características
Está bien señalizado con marcas circulares de color amarillo sobre las rocas y los troncos de los árboles. Su dificultad es baja y recomendado preferiblemente en otoño, primavera y verano, siendo necesario solo un equipo básico para su realización en esas épocas, mientras que en invierno suele estar cubierto de nieve. Tiene una cota de inicio de 1858 m s. n. m., en el puerto de Navacerrada, una cota máxima de 1.896 m s. n. m., en Collado Ventoso y una cota mínima de 1530 m s. n. m., al final del trayecto en el Albergue del Club de Montaña de Peñalara. El máximo desnivel salvado es de 366 metros.
Las laderas de la parte norte de Siete Picos por las que transcurre el camino Schmid están cubiertas por un espeso bosque de pino silvestre y en la cara sur además hay pequeñas zonas de roble. En la parte más alta del camino, en Collado Ventoso, el pinar deja paso a la pradera de alta montaña con arbustos y algo de hierba.
Este camino es uno de los más transitados de la sierra, está bien señalizado y no requiere una especial preparación física. No se suben grandes desniveles pues discurre con una cierta horizontalidad en el tramo de Sierra de Navacerrada a Collado Ventoso, por la umbría de Siete Picos, y a partir de ahí, en continuo descenso por el valle de la Fuenfría. 
En 2008 el camino fue acondicionado y mejorado, se delimitó con piedras su calzada, reponiendo tramos dañados y empedrando las zonas más deterioradas.

## Historia
La sierra de Guadarrama comienza a ser redescubierta entre finales del siglo XIX e inicios del XX por científicos, pedagogos y aficionados a la montaña. De esta época datan las primeras sociedades montañeras, como Twenty Club (1907) que luego formó el Club Alpino Español y también la sociedad titulada "Peñalara: Los Doce Amigos" (1912), fundada por Constancio Bernaldo de Quirós. Esta sociedad más tarde pasó a ser el embrión de la Real Sociedad de Alpinismo Peñalara, cuyo objetivo era dar a conocer la sierra del sistema Central de la Península. El Albergue de la Fuenfría o "Chalet de Peñalara" fue construido en 1917 por esta sociedad de montañeros con maderas de Valsaín regaladas por Alfonso XIII y se situó en los pinares de la pradera de Los Corralitos, en la bajada del puerto de la Fuenfría por su ladera madrileña.
En este contexto, fue el austriaco Eduardo Schmid Weikan quien en 1926 señalizó la ruta que une el puerto de Navacerrada con el Albergue de la Fuenfría, del que llegó a ser guarda. El camino lo traza posteriormente a raíz de la construcción del albergue de Navacerrada, 1926-1927. Schmid era el socio número 13 de la Real Sociedad Española de Alpinismo Peñalara y murió en 1965. Camilo José Cela, premio Nobel de literatura, le cita en su libro Viaje a la Alcarria.
Schmid es un interesante personaje de origen austriaco, aunque otras fuentes aseguran que era alemán o suizo. Personaje que podríamos incluir en los montañeros extranjeros, afincados en España, que refleja Pío Baroja, en El Sentimiento del Campo: “[…] quienes enseñaron el campo a los madrileños fueron primero los obreros gallegos y asturianos y después los alemanes […]”.
Según alguna crónica, Schmid llegó a España durante la Primera Guerra Mundial (1914-1918). Cuando regresaba a su tierra, desde las colonias germanas de África, su barco fue interceptado por los Aliados y fue obligado a quedarse internado en nuestro país, donde, por ser territorio neutral, gozó de plena libertad para vivir y aquí permaneció el resto de su vida.
Al transformarse el grupo “Peñalara: Los Doce Amigos” en una sociedad abierta en 1915, entre los socios de número que se unen, figura Schmid con el número 13. En 1915 es nombrado vocal.
Se le atribuye, junto con Antonio Victory, la marca y señalización de los primeros caminos de la Fuenfría, entre los años 1913 y 1920. Caminos de los que ya se hablaba en escritos del siglo XIII y que sirvieron para unir Madrid con Segovia.
Será más adelante, en 1926, cuando Schmid finalizará la marca y señalización del sendero que hoy lleva su nombre, labor en la que según nos cuentan tuvo el apoyo de Nicolás Sánchez, que por aquel entonces era propietario del Restaurante Las Brañas en el puerto de Navacerrada.
En el verano de 2009 se realizó una intervención muy cuestionada para “acondicionar” el camino Schmid, y hacerlo más accesible. Lo que era un bonito sendero se convirtió en un ancho camino. Además, a raíz de esta intervención comenzaron a surgir conflictos y enfrentamientos entre ciclistas y senderistas, dada la velocidad que las bicicletas podían alcanzar con el nuevo trazado. Para evitar estos enfrentamientos se decidió colocar piedras en zig-zag en el trazado para intentar que los ciclistas redujeran su velocidad, y evitar que este camino se convierta en un carril de competición.

## Descripción del recorrido
Podemos considerarlo dividido en dos tramos, en función de la vertiente de la sierra de Guadarrama que se recorre.

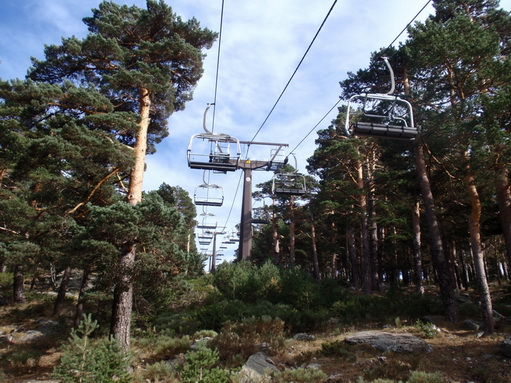
Cruce con pista de esquí El Bosque.

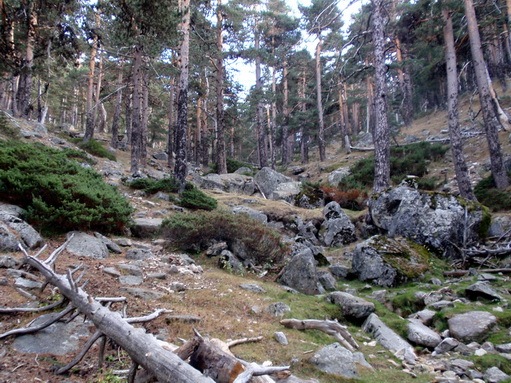
Cruce con arroyo del Telégrafo.

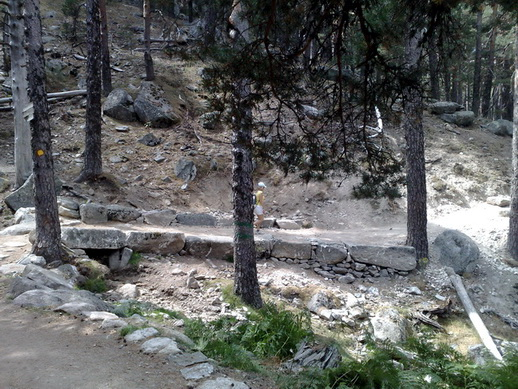
Cruce con arroyuelo.

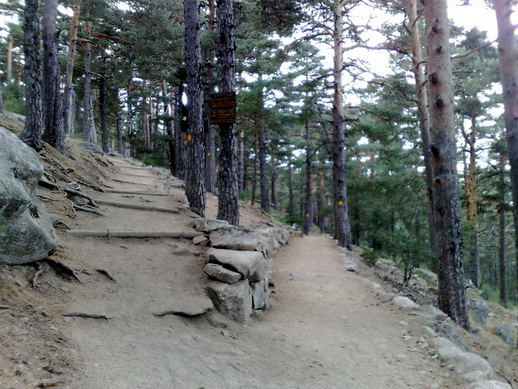
Cruce con Senda de los Cospes.

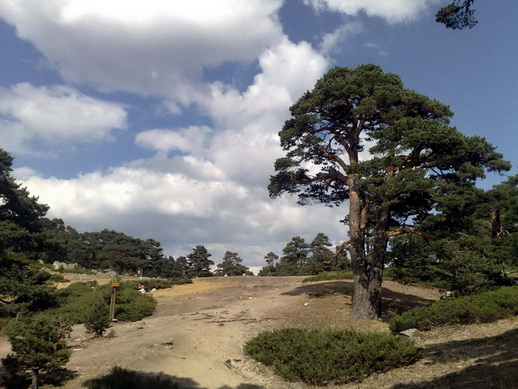
Vista de Collado Ventoso, cruce con Senda de los Alevines.

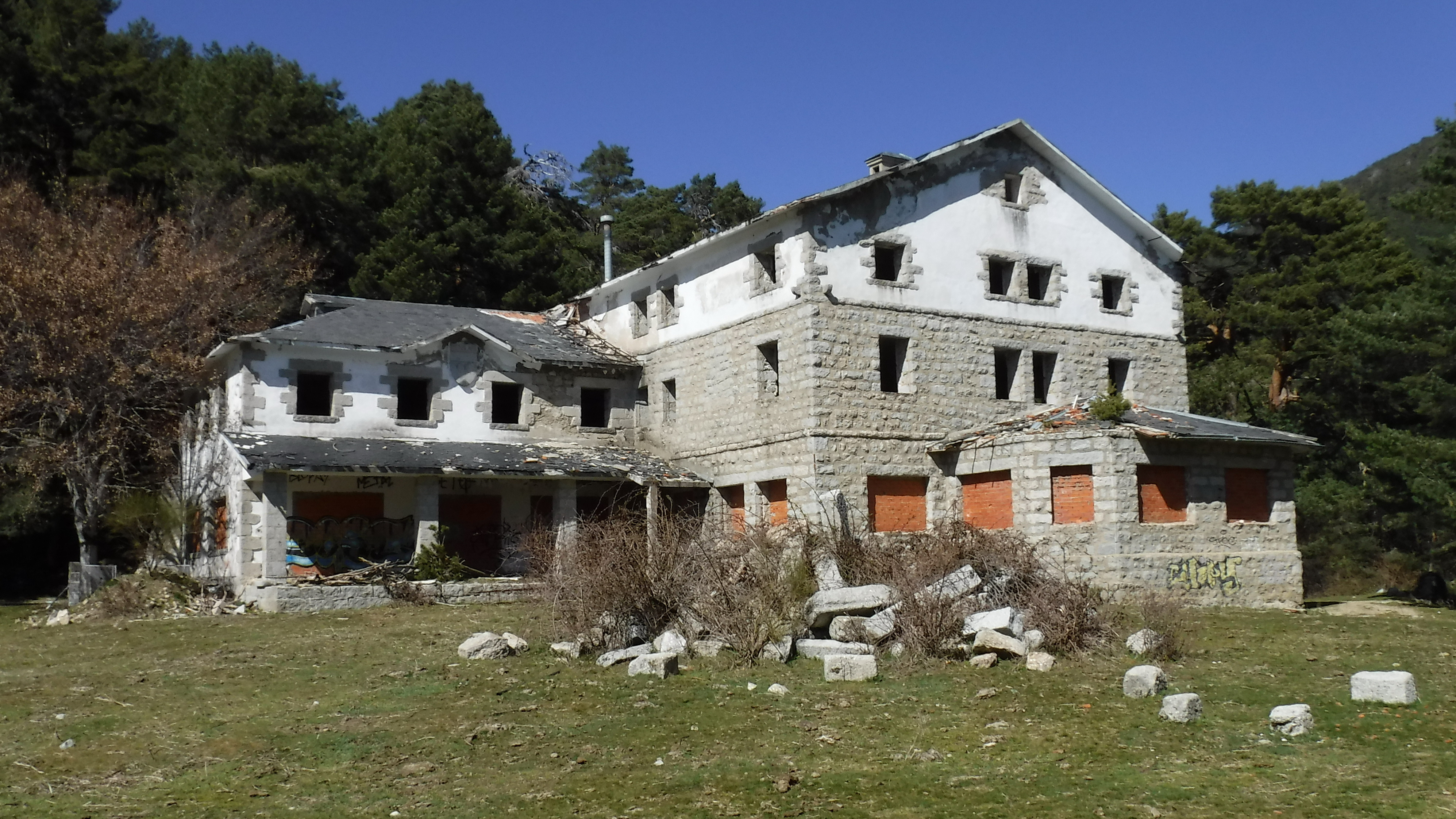
Albergue Peñalara. Valle de la Fuenfría. Principio o final del Camino Schmid

Primer tramo. Desde el puerto de Navacerrada a Collado Ventoso
Tiene una distancia de 4 km. El tiempo estimado de recorrido es de 1 hora y 30 minutos. Se inicia en el puerto de Navacerrada (1860 m s. n. m.) y continua por la carretera asfaltada que asciende a la derecha de la Venta Arias, cuyo edificio se distingue por la forma circular de la fachada, situado a la izquierda de la carretera en el punto culminante en que alcanza el puerto, según se circula en sentido a La Granja. 
Enseguida se pasa junto a las instalaciones de la pista del Telégrafo que quedan a nuestra izquierda. Se prosigue por la pista asfaltada hasta la explanada de la pista de esquí llamada el Escaparate. Hacia el norte, muy próximo, queda el final de la carretera y la Residencia del Ejército del Aire en la loma de los Cogorros. Se abandona la carretera en la zona en la que se encuentra el acceso a la pista de El Escaparate, se atraviesa la explanada hacia el oeste y se continua hacia una pista forestal que queda al final del vallado metálico de la zona de esquí. Un panel informativo indica la ruta a seguir y otro posterior señaliza el desvío a la pista de esquí de fondo, que discurre por encima y a la izquierda del Camino Schmid. 
Al poco de internarnos en el senda saldremos a la pista de esquí El Bosque, que cruza de forma transversal, en descenso hacia el fondo del valle, a continuación se pasa bajo el telesilla del mismo nombre. A continuación, tras una media hora de andadura durante la cual cruzaremos y dejaremos atrás una pista que baja hacia el valle, el sendero tiene un trazado descendente adentrándose en la arboleda. Entre pinos silvestres, helechos, piornos, retamas y rocas de granito y gneis, se llega al arroyo del Telégrafo, llamado así por encontrarse antiguamente, muy por encima y a la izquierda, el telégrafo óptico.
Descendiendo un poco por la margen derecha del arroyo encontraremos una pequeña fuente. En unos diez minutos más, hacía el kilómetro 2 del recorrido, se atraviesa por la parte alta de una zona de acampada llamada pradera de Navalusilla. Desde este punto puede divisarse el valle de Valsaín que hasta ahora no era visible por el denso pinar. Pasada la pradera el sendero vira hacia el oeste. En este tramo se alternan pequeñas subidas con otros tramos más llanos. 
Tras cruzar varias pequeñas vaguadas y arroyuelos, el trazado de la senda se hace más abrupto y abundan los repechos. Cuando llevamos casi una hora de camino, hacia el kilómetro 3,3, se encuentra una bifurcación a la derecha, que corresponde a la Senda de los Cospes, que discurre horizontalmente bordeando la ladera norte del Cerro Ventoso por la que se llega al puerto de la Fuenfría. La continuación del Camino Schmid es por la senda de la izquierda, que sube en fuerte rampa hacia el Collado Ventoso, de 1892 m s. n. m.
Segundo tramo. Desde Collado Ventoso al Albergue del valle de la Fuenfría
Tiene una distancia de 3 km. El tiempo estimado del recorrido es de 1 hora y 30 minutos. Cuando se alcanza el Collado Ventoso, antiguamente denominado de La Menta o de la Miente, se cambia a la vertiente sur de la sierra de Guadarrama, pasando a divisar el valle de la Fuenfría. El despejado calvero de verdes praderas que conforma el collado está salpicada por pinos silvestres y el suelo cubierto por verdes praderas de hierba que invitan a un alto contemplativo en la marcha. Podremos observar la presencia de varios monolitos de granito que sirven de mojón o límite provincial. La despejada pradera del collado está inclinada hacia el suroeste, vertiente de la Fuenfría.
Para continuar por la Senda Schmid, se cruza la pradera iniciando el descenso hacia el suroeste, con la misma dirección que traíamos al llegar a la pradera. Al iniciar la bajada encontraremos la Senda de los Alevines (PR-M7), que se pierde hacia la parte baja del segundo de los Siete Picos, al sureste por nuestra izquierda, bordeándole sin perder altura hacia las praderas del pico de Majalasna, de 1984 m s. n. m. Andando por esta senda, llegaríamos a la fuente de Collado Ventoso, y a unos escasos cien metros a la fuente de los Alevines. Esta senda está señalizada con círculos amarillos, iguales que los del Camino Schimd, por lo que hay que estar atentos para no equivocarse.
El Camino Schmid prosigue por un estrecho sendero que tiene su inicio en la incipiente vaguada de lo que más abajo se convertirá en un importante arroyo. Algo perdida al principio pero mejor señalizada a continuación, la senda, transcurre en diagonal hacia la derecha y luego describe unos breves zig-zags. Al cabo de unos 15 minutos se llega a la fuente de Antón Ruiz de Velasco, punto de encuentro con el sendero de Gran Recorrido GR-10.
Unos metros más abajo se llega a la Carretera de la República, hoy convertida en pista forestal, que sube desde la Pradera de los Corralillos pasa por Navarrulaque y termina en el puerto de la Fuenfría. El camino prosigue cruzando la carretera en descenso, adentrándose en el pinar. El itinerario discurre por un trazado con mayor pendiente. Algo más abajo se suaviza y tras largas vueltas y revueltas desemboca otra vez en la pista forestal citada anteriormente.
Continuaremos por esta pista, a la derecha y tras describir una cerrada curva de derecha a izquierda se llega a una barrera que cierra la entrada a la pista forestal. Tras pasar la barrera por uno de sus laterales, se avanza unos metros, llegando a la Pradera de los Corralillos. Unos metros antes del acceso al Albergue, encontramos a nuestra derecha la Calzada Romana que sube al puerto de la Fuenfría, donde se hace más patente y revela su empedrado. 
El Camino Schmid continúa hacia la derecha de la pradera y se dirige hacia el Albergue de la Real Sociedad de Alpinismo Peñalara, que fue construido entre 1917 y 1921, originariamente con pinos de Valsaín que Alfonso XIII regaló a los montañeros de Peñalara y que posteriormente se reconstruyó en piedra.
La información facilitada en los primeros años por la sociedad describía el albergue y su situación como: Magnífica edificación de cuatro pisos, con toda clase de comodidades, propiedad social. A una hora de la estación de Cercedilla, por cómodo y bellísimo camino (carretera forestal). Situación inmejorable para excursiones por la Sierra de Guadarrama, a media hora de los puertos de la Fuenfría y de la Marichiva y a tres cuartos de hora del Collado del Viento. Lamentablemente, hoy día está abandonado.